# 谢文龙
谢文龙（Chia Boon Leong，1925年1月1日—2022年12月20日），新加坡出生的足球运动员，曾在1940-50年代先後代表中国和新加坡出战國際賽。在1999年新加坡《海峡时报》举办的“新加坡最伟大的运动员”排名第19名。

## 姓名
其中文姓名长期被错误翻译成“谢文良”，甚至连《第十四届世界运动会中华代表团手册》中也是“谢文良”。但经过海外华人足球研究者Jallo Tang考证，謝文龍父亲謝有祥的墓碑上刻的是“谢文龙”。

## 早年
谢文龙在1925年1月1日出生于新加坡巴西班让。1938年，他和几名好友创建了巴西班让流浪者俱乐部。
谢文龙早年就读于巴西班让英文学校（Pasir Panjang English School），与1940年升学到莱佛士书院。1947年10月，谢文龙参加了“联华”（Lien Hwa）队，该队由当时马来亚最优秀的华人球员组成，在曼谷、上海、香港和马尼拉踢了一共23场比赛，取得16场胜利。

## 1948年奥运会
1948年3月中国足协在香港举办选拔会，最终谢文龙和另一位南洋华侨朱志成入选中国奥运代表队。在奥运会前，他代表中国队参加了多场热身赛。
1948年8月2日，在伦敦奥运会男足比赛第一轮比赛、中国队迎战土耳其队的比赛中，谢文龙身穿15号球衣首发出场，但中国队以0-4惨遭淘汰。他也打破了他的老师蔡文礼代表中国队出场的记录（蔡文礼虽入选1936年中国奥运代表队，但未出场），成为新加坡历史上第一位也是唯一一位，在足球正赛中代表中国出战的运动员。

## 奥运会之后
奥运会结束后，谢文龙回到新加坡。他代表新加坡参加了1950年马来西亚杯（当时仍叫“马来亚杯”），并帮助新加坡在决赛中2-0击败了槟城。决赛第23分钟，谢文龙打进了一粒进球。然后又在1951年和1952年马来西亚杯决赛中带领新加坡队蝉联冠军。
1954年，谢文龙跟随新加坡参加了1954年亚洲运动会，在足球比赛中新加坡2-6负于巴基斯坦、1-1战平缅甸，无缘晋级四强。在对阵缅甸的比赛中，谢文龙助攻Foo Hee Jong打进一球。
随后在Fraser and Neave饮料公司的“马来亚最具人气足球明星”投票活动中，谢文龙获得了134万票，和第二名来自雪兰莪的Edwin C. Dutton获得赴英国阿森纳足球俱乐部训练的机会。
1955年，谢文龙退役。